# 藍那駅
藍那駅（あいなえき）は、兵庫県神戸市北区山田町藍那字清水にある、神戸電鉄粟生線の駅。駅番号はKB43。

## 歴史
- 1936年（昭和11年）12月28日：三木電気鉄道が鈴蘭台 - 広野ゴルフ場前間で開業した際に設置[4]。
- 1947年（昭和22年）1月9日：神戸有馬電気鉄道により合併され、神有三木電気鉄道（現・神戸電鉄）の駅となる。

## 駅構造

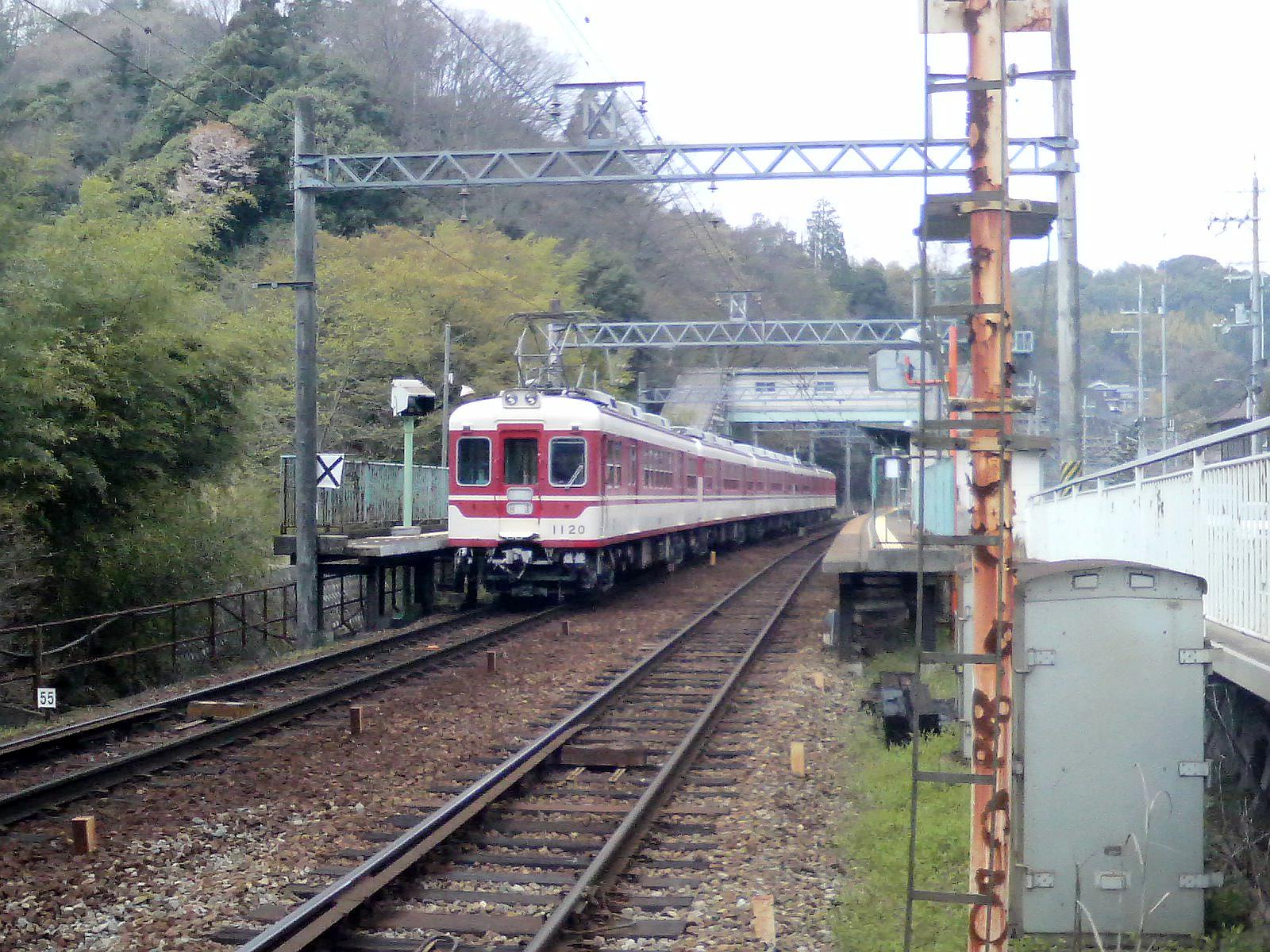
ホーム

相対式ホーム2面2線を有する地上駅。ホーム有効長は5両。この駅から隣の西鈴蘭台駅までは複線区間。粟生方は単線となっており当駅で行き違いが可能。駅舎は上りホーム側にあり、下りホームへは跨線橋で連絡している。
沿線光ネットワークに接続された駅務遠隔システムが導入されており、センター駅から自動券売機、自動改札機、自動精算機、TVカメラ、インターホン、シャッターが遠隔操作される。そのため駅員巡回駅となっており、構内売店も設けられていない。
2017年3月のダイヤ改正に伴う昼間時間帯の西鈴蘭台折り返し電車の設定により、当駅の粟生方に留置線（折り返し線）が1線新設された。

### のりば
| ホーム | 路線   | 方向 | 行先       |
| ------ | ------ | ---- | ---------- |
| 反対側 | 粟生線 | 下り | 粟生方面   |
| 駅舎側 | 粟生線 | 上り | 新開地方面 |

※のりば番号は設定されていない。

## 利用状況
1日あたりの乗車人員 63人（2022年度）
近年の1日平均乗車人員は下表のとおりである。
| 年度               | 1日平均 乗車人員 |
| ------------------ | ---------------- |
| 2008年（平成20年） | 79               |
| 2009年（平成21年） | 77               |
| 2010年（平成22年） | 74               |
| 2011年（平成23年） | 74               |
| 2012年（平成24年） | 71               |
| 2013年（平成25年） | 77               |
| 2014年（平成26年） | 71               |
| 2015年（平成27年） | 90               |
| 2016年（平成28年） | 88               |
| 2017年（平成29年） | 90               |
| 2018年（平成30年） | 85               |
| 2019年（令和元年） | 74               |
| 2020年（令和02年） | 58               |
| 2021年（令和03年） | 60               |
| 2022年（令和04年） | 63               |

## 駅周辺
商店はない。住宅は線路沿いにいくつかのやや大きな集落がある程度である。山と山との谷間にある。なお、駅前を発着する路線バスは一本もない。
当駅と隣の木津駅との間には藍那トンネルがある。このトンネルは、2003年8月10日に新しいトンネルが供用開始となっている。古いトンネルも現存しており、粟生方面進行左側に確認することができる。
- 神戸市立藍那小学校
- 国営明石海峡公園神戸地区（あいな里山公園）

藍那駅から徒歩20分。2016年5月28日に第一期開園。棚田、畑、里山林や茅葺きの民家など里山の風景を再生しており、年に複数回イベントが開催されている。
- 大中寺

## 隣の駅
神戸電鉄
■粟生線
■準急・■普通
西鈴蘭台駅 (KB42) - 藍那駅 (KB43) - （川池信号所） - 木津駅 (KB44)